# Kadettskola
För andra betydelser, se Kadett (olika betydelser).
Kadettskola var i Sverige den avslutande delen av värnplikten för soldater som var uttagna till kompanibefälsutbildning. Den omfattade 90 dagar, följde omedelbart efter avslutad plutonsbefälsutbildning och ägde ofta rum vid samma skolförband. Efter kadettskolan skedde utryckning, eller så vidtog reservofficersutbildning.